# 新加坡—墨西哥關係
新加坡－墨西哥關係，是指歷史上的新加坡和墨西哥，以至現在新加坡共和國與墨西哥合眾國之間的雙邊關係。兩國在1975年12月22日建交。基於兩國共同利益的兼容性和互補性，兩國關係被墨西哥外交部視為富有成效和充满希望的雙邊關係。

## 歷史
1965年8月9日，新加坡因被馬來西亞逐出而宣告獨立，但新加坡建國後十年內與墨西哥均沒有外交關係。直至1975年12月22日，新加坡才與墨西哥建立外交關係。
兩國建交以來，基於共同的國際地位和交好，兩國關係持續發展，並在政府、商業、學術及文化方面有交流。墨西哥在建交之初，曾经委派驻菲律宾大使兼辖新加坡，1990年，墨西哥政府在新加坡建立大使馆。1997年，時任新加坡總理吳作棟成為首位訪問墨西哥的新加坡總理。2012年9月9日至11日，時任墨西哥總統費利佩·卡爾德龍對新加坡進行國事訪問，並在浮爾頓酒店為國際戰略研究所發表題為《墨西哥透視環球經濟》的演說。2013年10月4日至5日，時任墨西哥外交部部長何塞·安东尼奥·梅亚德·库里布雷尼亚訪問新加坡，並與時任新加坡財政部部長尚达曼和新加坡外交部部長尚穆根會面。2014年，時任新加坡外交部部長尚穆根訪問墨西哥，與時任墨西哥外交部部長何塞·安东尼奥·梅亚德·库里布雷尼亚會面。他亦出席由墨西哥投資貿易局主辦的商業早餐圓桌會，並向在場的外交官、商界領袖、傳媒及私人個體發表題為《連繫太平洋—新加坡－墨西哥夥伴關係》的演說。
2016年6月，新加坡總統陳慶炎在新墨建交40週年之際對墨西哥進行國事訪問，成為首位國事訪問拉丁美洲的新加坡總統。在為期四天的訪問期間，兩國簽署有關貿易和加強科研、教育合作的協議。兩國亦同意推動《跨太平洋戰略經濟夥伴關係協議》。

## 經貿關係
- 新加坡出口到墨西哥的产品（2012年）[8]
- 墨西哥出口到新加坡的产品（2012年）[9]

2012年，墨西哥對新加坡的出口額為13億美元，而新加坡對墨西哥的出口額則為9.64億美元。其中新加坡主要向墨西哥出口電腦、藥物、空氣泵、電話等，而墨西哥主要向新加坡出口廣播設備、醫療器材、電腦、電話等。
2013年，新加坡吉宝企业與墨西哥石油公司簽訂協議，在墨西哥發展油田，並由兩國外交部長見證。
2019年，新加坡公共事务对外合作局與墨西哥瓜纳华托州可持续经济发展部簽訂兩份合作意向書，以提升瓜纳华托州的戰略規劃、監督和評估能力，使該州成為墨西哥的物流及供應鏈樞紐，並協助新加坡企業與墨西哥企業之間的合作。

## 文化關係
於墨西哥城舉辦的1968年夏季奧林匹克運動會是新加坡首次以獨立國家名義參賽的夏季奧林匹克運動會。在該屆奧運會中，新加坡派出了4名運動員參賽。
2013年，新加坡和墨西哥簽訂《文化及藝術合作諒解備忘錄》、《新加坡外交學院和墨西哥马蒂亚斯·罗梅罗學院諒解備忘錄》和《旅遊合作諒解備忘錄》。

## 外部連結
- 墨西哥駐新加坡大使館
- 新加坡駐墨西哥城名譽總領事館 （页面存档备份，存于）